# Arnaldo Pomodoro

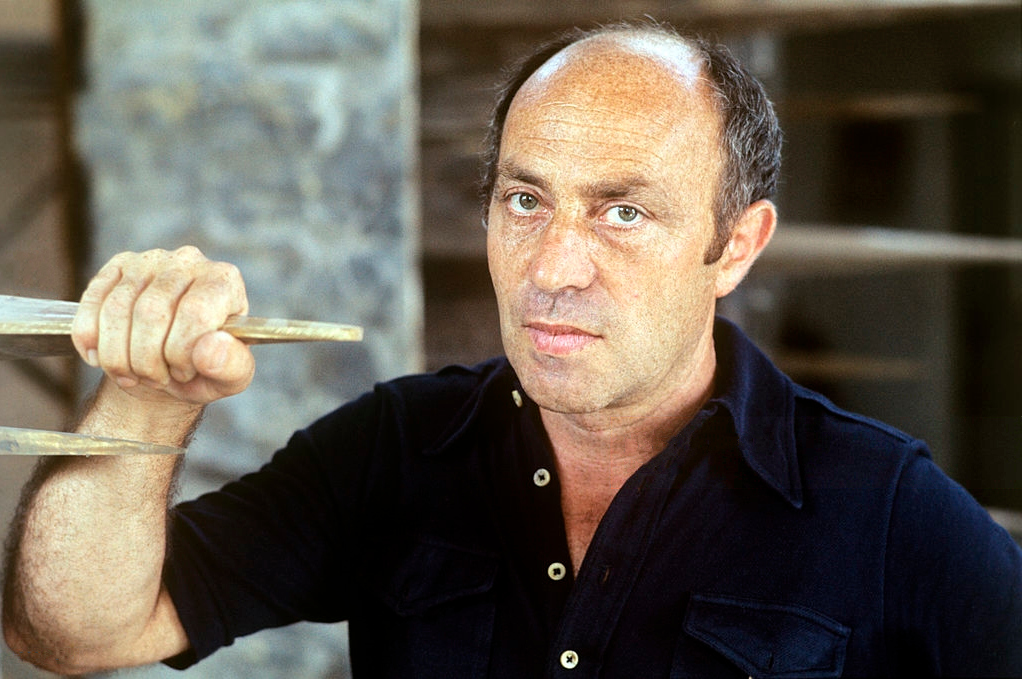
Arnaldo Pomodoro (1975)

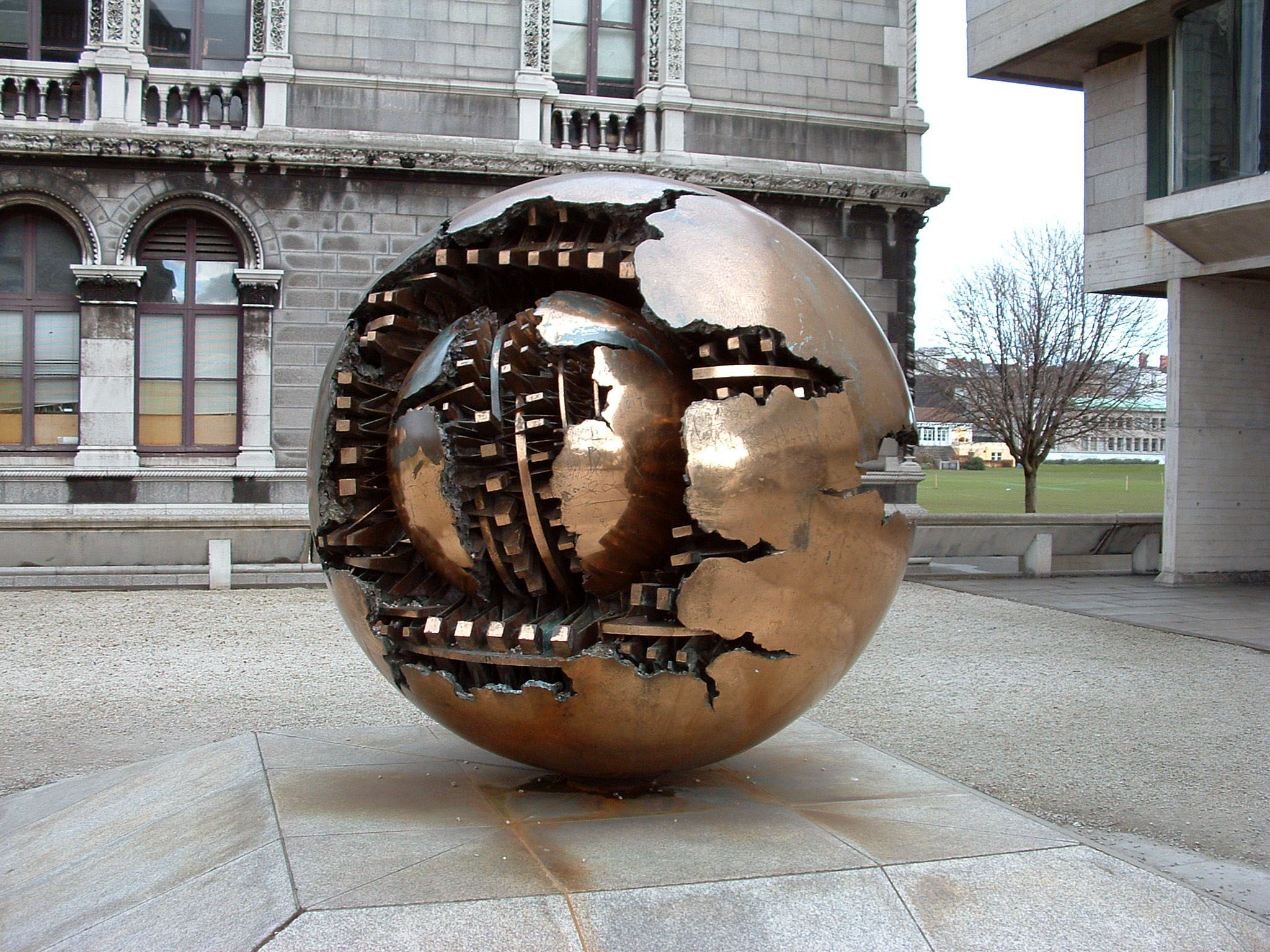
Kugel mit Kugel, 1983, Dublin (Foto: 2006)

Arnaldo Pomodoro (* 23. Juni 1926 in Morciano di Romagna; † 22. Juni 2025 in Mailand) war ein italienischer Bildhauer. Er lebte und arbeitete ab 1954 in Mailand.

## Leben
Von 1949 bis 1951 studierte Pomodoro Bühnenausstattung an der Kunstakademie von Pesaro. Anschließend entwarf er Bühnenbilder und Kostüme und begann, zusammen mit seinem Bruder, dem Künstler Giò Pomodoro, als Goldschmied zu arbeiten.
1954 gründeten Giò und Arnaldo Pomodoro zusammen mit Giorgio Perfetti die Gruppe 3 P. Nach 1955 gehörten beide Brüder – zusammen mit Piero Dorazio, Gastone Novelli, Giulio Turcato, Tancredi, Achille Perilli und Lucio Fontana – zur Künstlergruppe Continuità. 1954 hatte Pomodoro seine erste Einzelausstellung in der Galleria Numero, Florenz.
Zwischen 1956 und 1959 führten Pomodoro ausgedehnte Reisen nach Paris, Brüssel, Frankfurt am Main und Köln. Er nahm 1959 an der documenta 2 in Kassel teil.
1960 reiste Pomodoro das erste Mal in die Vereinigten Staaten, wo er den Bildhauer David Smith traf.
Zwischen 1966 und 1968 hatte er ein Atelier an der Stanford University, Palo Alto, und eine Gastprofessur an der Universität von Kalifornien in Berkeley. Von 1980 bis 1984 lehrte Pomodoro auf Einladung am Mills College, Oakland.
1995 gründete Pomodoro die Fondazione Arnaldo Pomodoro in Mailand. Die Stiftung widmet sich nicht nur der Forschung zum Œuvre Pomodoros und seiner Bewahrung, sie widmet sich zudem der Förderung zeitgenössischer Skulptur und veranstaltet Ausstellungen, insbesondere zu jüngeren Künstlern.
Arnaldo Pomodoro starb einen Tag vor seinem 99. Geburtstag in seinem Zuhause in Mailand.

## Werk
In Pomodoros Werk spiegelt sich sowohl seine Arbeit als Goldschmied als auch sein Interesse am technischen Zeitalter wider.
Neben Silber, Eisen, Holz, Beton und Gold arbeitete er vor allem mit Bronze.
In den 1960er Jahren entwickelte er seine abstrakte Formensprache, die insbesondere Kugeln, Scheiben, aber auch Säulen, Kegel und Quader umfasst. Die Hülle der geometrischen Körper brach Pomodoro dabei auf, für den Betrachter wird ein Innenleben sichtbar.
Seit 1970 entstanden auch Grafiken. Neben seinem Schaffen als Bildhauer arbeitete Pomodoro immer wieder auch als Bühnen- und Kostümbildner für das italienische Theater.

### Werke im öffentlichen Raum (Auswahl)
- 1953 Fecondazione, Hirshhorn Museum and Sculpture Garden, Washington D.C.
- 1960 Colonna del Viaggiatore, Königliches Museum für die Schönen Künste, Brüssel
- 1964 Große Huldigung an das technische Zeitalter, Volkshochschule Köln
- 1965 Colonna del Viaggiatore B, Technische Universität Eindhoven
- 1965 Sphere No. 4, Guggenheim Museum, New York
- 1965 Sphere No. 6, Hirshhorn Museum, Washington
- 1967 Sfera grande, Vorplatz des Italienischen Außenministeriums, der „Farnesina“, Rom
- 1968 Grande Disco – Denkmal für Georg Büchner vor dem Staatstheater Darmstadt in Darmstadt
- 1968/72 Rotante minore, MAGI ’900, Pieve di Cento (Italien)
- 1970 Rotante máximo IV, Museum der Schönen Künste, Caracas
- 1971 Grande Disco, Gewerbemuseumsplatz, Nürnberg
- 1971 Rotante dal Foro Centrale, Berkeley Art Museum and Pacific Film Archive, Berkeley
- 1972 Disco Grande, Mailand
- 1979 Triade, Museum der Modernen Kunst, Lugano; Triade, Turin; Triade, Donald M. Kendall Sculpture Gardens, New York
- 1980 Sfera con sfera, Hakone Open Air Museum, Kanagawa
- 1983 Sfera con sfera, Trinity College, Universität Dublin; Bronzesäulen und Wandskulptur, Parkanlage Amaliehavn, Kopenhagen[5]
- 1984 Disco solare, Museum für Gegenwartskunst, Moskau
- 1988 Forme del Mito, Brisbane
- 1990 Sfera con sfera, Rom, Vatikanstadt, Cortile della Pigna; Papyrus per Darmstadt, Posttechnisches Zentralamt Darmstadt
- 1991 Sfera con sfera, United Nations Plaza, New York
- 1994 Disco in forma di rosa del deserto N. 1, Frederik Meijer Gardens and Sculpture Park, Grand Rapids
- 1994 La Grande Prua, Grabskulptur für Federico Fellini, Giulietta Masina und deren Sohn Pierfederico Fellini auf dem Hauptfriedhof in Rimini
- 1995 La freccia, UNESCO-Hauptquartier, Paris
- Sfera Grande, Pesaro
- 1999 Asta cielare VI, Ein Wald der Skulpturen – Sammlung Simon Spieler, Hessisches Landesmuseum Darmstadt

### Weitere Formen in Pomodoros Werk (neben der Kugel)

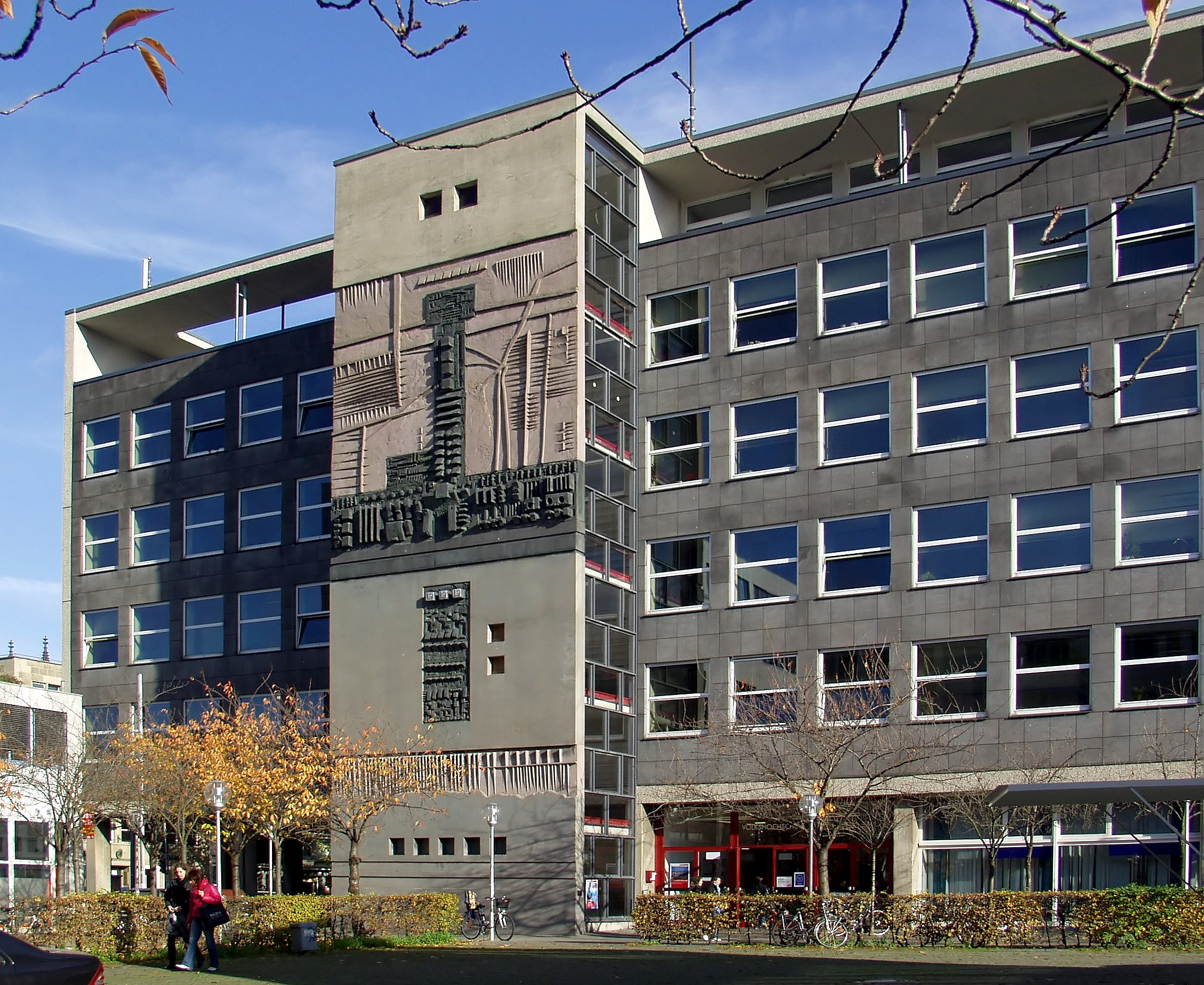
Große Huldigung an das technische Zeitalter, 1964, Volkshochschule, Köln
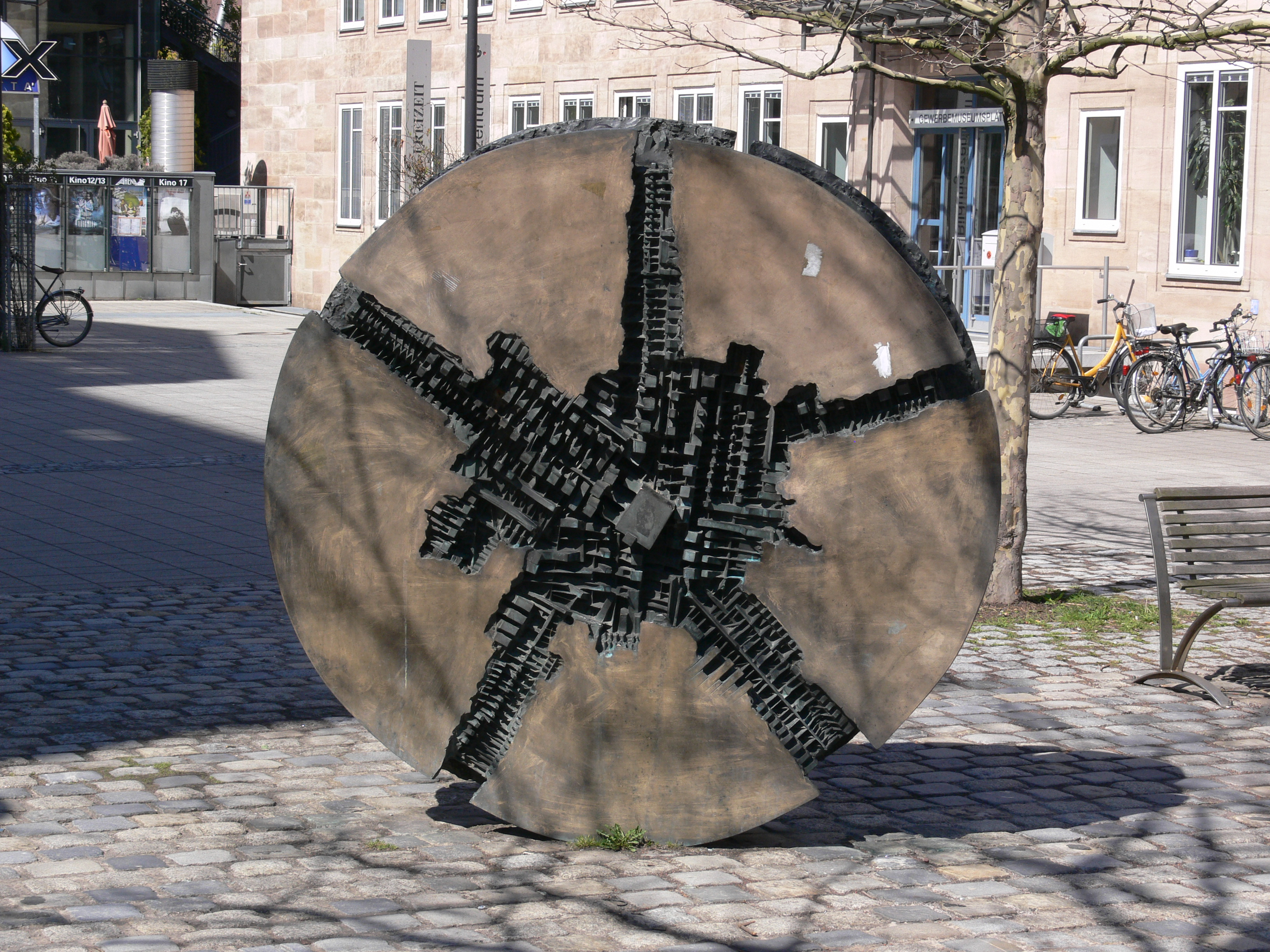
Große Scheibe, 1971, Gewerbemuseumsplatz, Nürnberg
La Grande Prua, 1994, Friedhof, Rimini
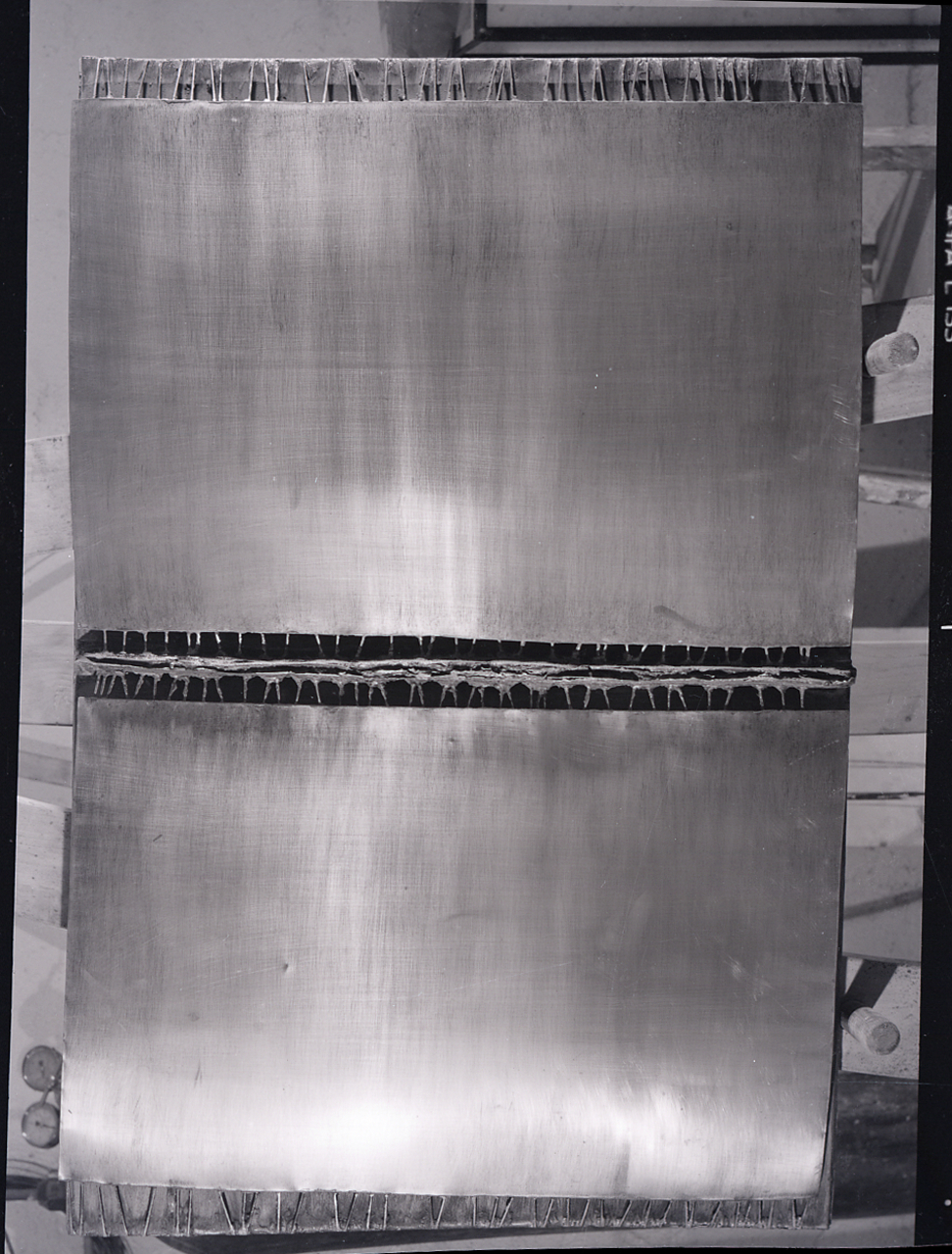
Arnoldo Pomodoro, 1965.
Arco dei padri costituenti, 2009, Piazza Giuseppe Garibaldi, Tivoli
Spirale aperta, 1997, Venaria Reale, Turin

## Auszeichnungen
- 1963: Internationaler Preis für Skulptur, Biennale von São Paulo
- 1964: Preis für Skulptur, XXXII. Biennale von Venedig
- 1967: Internationaler Preis für Skulptur, Carnegie Institute, Pittsburgh
- 1990: Praemium Imperiale für Skulptur der Japan Art Association, Tokyo
- 1992: Ehrendoktor für Philologie des Trinity College (Dublin)
- 1995: Anerkennungsmedaille in Gold des Ministeriums für Kulturelle Schätze und Aktivitäten, Provinz Mailand
- 1996: Verdienstorden der Italienischen Republik
- 2005: Medaglia d’oro ai benemeriti della cultura e dell’arte
- 2008: Lifetime Achievement in Contemporary Sculpture Award des International Sculpture Center[2]
- Ehrendoktor für Architektur der Universität Ancona[1]